# Georgi Stamatow

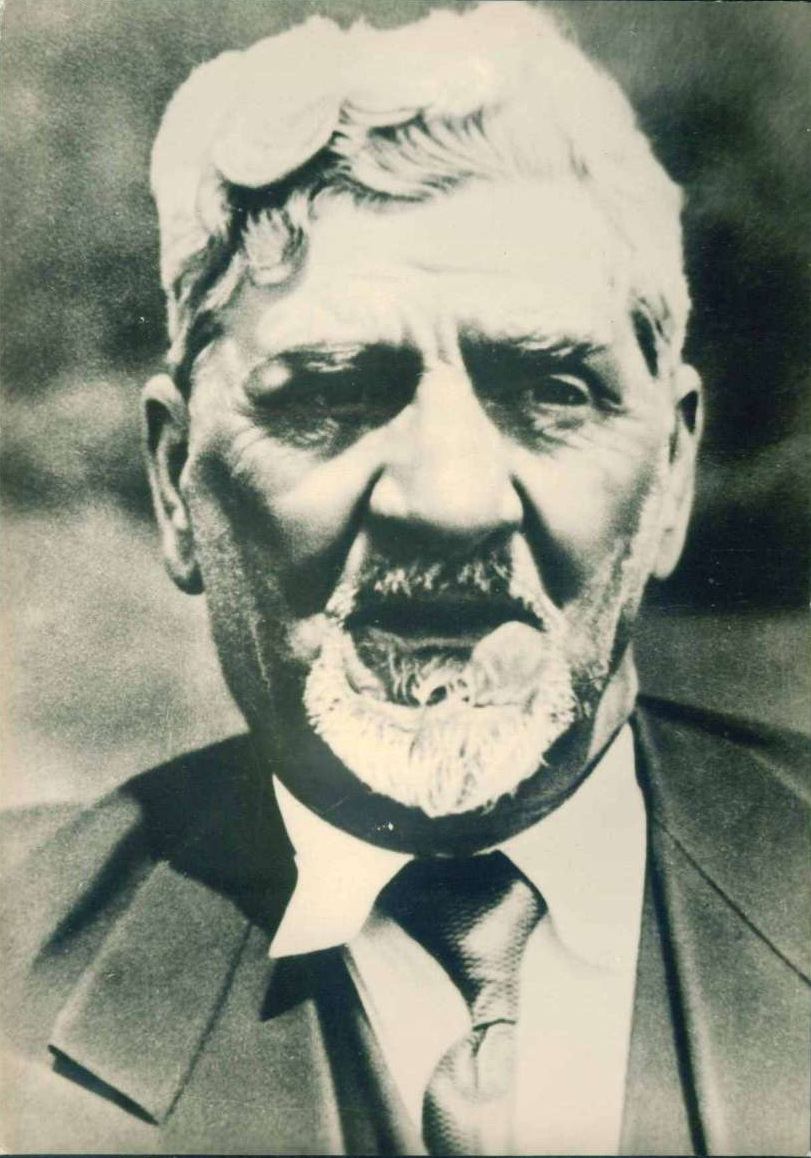
Georgi Stamatow

Georgi Porfiriew Stamatow (bulgarisch Георги Порфириев Стаматов; * 6. Juni 1869 in Tiraspol; † 9. November 1942 in Sofia) war ein bulgarischer Schriftsteller.
Stamatow studierte Rechtswissenschaften und war in der Justiz tätig.
Als Schriftsteller verfasste er im Stil des kritischen Realismus häufig sarkastische und lakonische Erzählungen, die im Milieu von Offizieren, Politikern, Unternehmern, Beamten und Künstlern spielten. Ein wichtiges Thema war ihm die Käuflichkeit der Liebe in Bezug auf die Ehe.

## Werke (Auswahl)
- Ordonnanz Dimo, 1899
- Wirjanow, 1922
- Die Nirsanows, 1927
- Das kleine Sodom, 1929
- Vor Anker, 1948 posthum veröffentlicht